# CANT 25

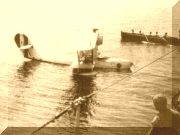

CANT 25 là một loại tàu bay tiêm kích hai tầng cánh của Ý, được trang bị cho Regia Aeronautica vào năm 1931.

## Biến thể
CANT 25M
CANT 25AR

## Quốc gia sử dụng
Ý
- Regia Aeronautica

## Tính năng kỹ chiến thuật

### CANT25M
Dữ liệu lấy từ The Illustrated Encyclopedia of Aircraft (Part Work 1982-1985). Orbis Publishing: 1985.
Đặc tính tổng quan
- Kíp lái: 1
- Chiều dài: 8,75 m (28 ft 8 in)
- Sải cánh: 12,00 m (39 ft 4 in)
- Trọng lượng có tải: 1.645 kg (3.627 lb)
- Động cơ: 1 × Fiat A.20 , 306 kW (410 hp)
- Cánh quạt: 2-lá

Hiệu suất bay
- Vận tốc cực đại: 242 km/h (150 mph; 131 kn)

Vũ khí trang bị

- Súng: 2 × Súng máy Vickers 7,7 mm (.303 in)

### CANT 25AR
Dữ liệu lấy từ Green, William, và Gordon Swanborough. The Complete Book of Fighters: An Illustrated Encyclopedia of Every Fighter Aircraft Built and Flown. New York: SMITHMARK Publishers, 1994. ISBN 0-8317-3939-8. p. 108.
Đặc tính tổng quan
- Kíp lái: 1
- Chiều dài: 8,75 m (28 ft 8 in)
- Sải cánh: 10,40 m (34 ft 1 in)
- Chiều cao: 3,12 m (10 ft 3 in)
- Diện tích cánh: 30,90 m2 (332,6 foot vuông)
- Trọng lượng rỗng: 1.276 kg (2.813 lb)
- Trọng lượng có tải: 1.706 kg (3.761 lb)
- Động cơ: 1 × Fiat A.20 , 328 kW (440 hp)
- Cánh quạt: 2-lá

Hiệu suất bay
 • Vận tốc cực đại: 245 km/h (152 mph; 132 kn) trên mực nước biển
 • Tốc độ lên cao: 26 phút 30 giây lên độ cao 5.000 m (16.405 ft)
 • Tầm bay: 900 km (560 mi) ở vận tốc 120 km/h (74 mph; 65 kn)
Vũ khí trang bị

- Súng: 2 × Súng máy Vickers 7,7 mm (.303 in)